# Marloffstein

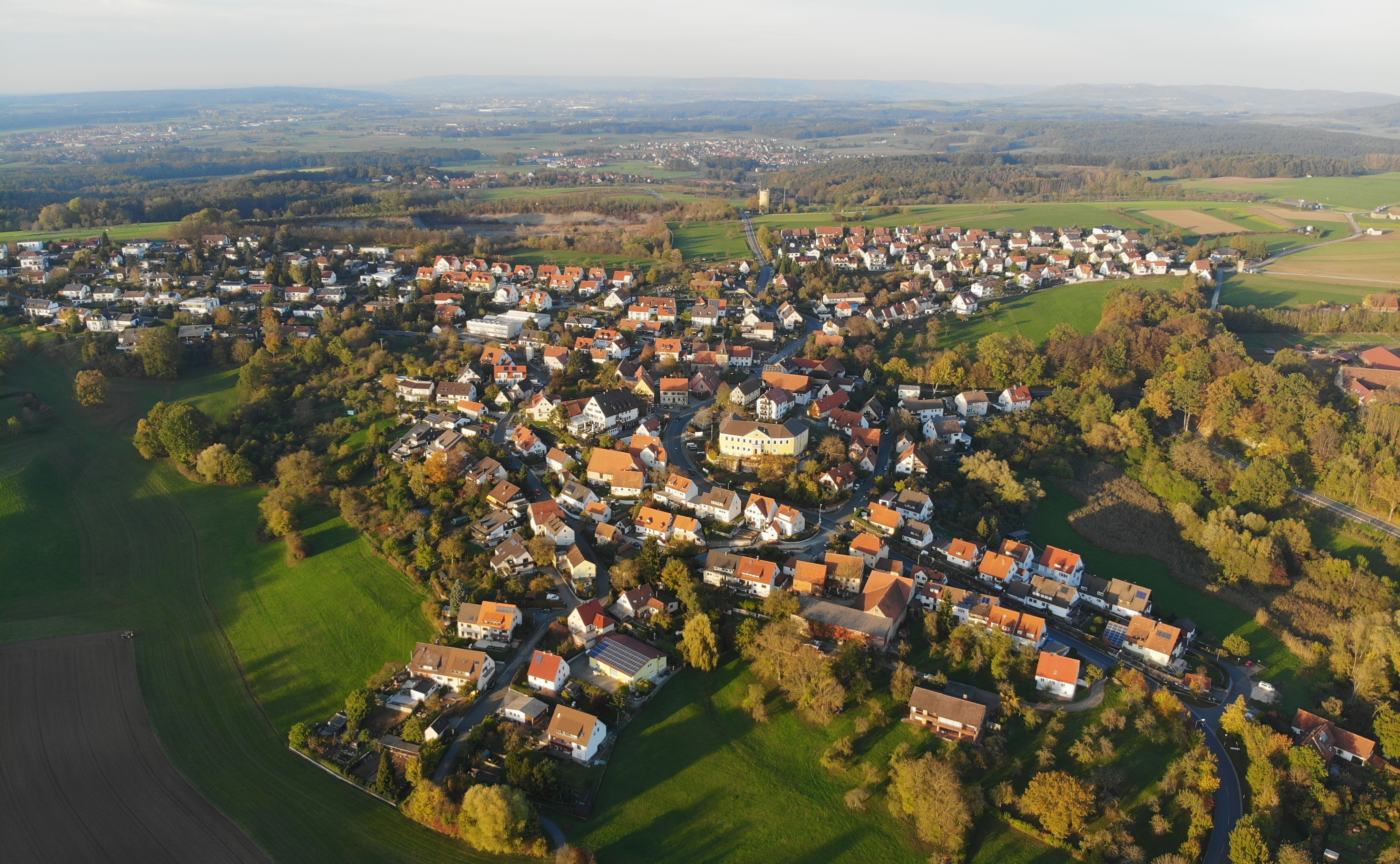
Marloffstein Luftaufnahme (2019)

Marloffstein (fränkisch: Molaschdah) ist eine Gemeinde im mittelfränkischen Landkreis Erlangen-Höchstadt und ein Mitglied der Verwaltungsgemeinschaft Uttenreuth.

## Geografie

### Geografische Lage
Die Gemeinde liegt auf einem Höhenrücken sieben Kilometer nordöstlich von Erlangen. Wegen der Nähe zu Erlangen und der weiten Fernsicht vom Pass Marloffstein ins Regnitztal, in die Fränkische Schweiz und im Süden nach Nürnberg ist die Höhe ein beliebtes Ausflugsziel.

### Nachbargemeinden
Nachbargemeinden sind (im Norden beginnend im Uhrzeigersinn):
Langensendelbach, Neunkirchen am Brand, Uttenreuth, Spardorf, Erlangen, Bubenreuth

### Gemeindegliederung
Die Gemeinde besteht aus sechs Gemeindeteilen (in Klammern ist der Siedlungstyp angegeben):
- Adlitz (Dorf)
- Atzelsberg (Dorf)
- Marloffstein (Kirchdorf)
- Rathsberg (Dorf)
- Schneckenhof (Einöde)
- Wunderburg (Einöde)

Auf dem Gemeindegebiet befand sich die Einöde Lug ins Land. Der Gemeindeteil ist seit 1982 erloschen.
Es gibt die Gemarkungen Adlitz, Atzelsberg und Marloffstein. Die Gemarkung Adlitz hat eine Fläche von 2,599 km². Sie ist in 933 Flurstücke aufgeteilt, die eine durchschnittliche Flurstücksfläche von 2785,61 m² haben. In ihr liegt neben dem namensgebenden Ort der Gemeindeteil Wunderburg.

## Geschichte
Bereits 1288 wurde ein „Graf Herman Celarius de Marrolstein“ („Maurolfstein“) urkundlich erwähnt, was zugleich die erste Erwähnung des Ortes ist. Burg und Dorf waren anfangs Eigentum der Reichsministerialen von Gründlach und gingen nach deren Aussterben 1314/15 an die Hohenlohe-Brauneck über. Diese setzten die Familie von Strobel als Vögte ein, die auch mit dem benachbarten Adlitz und Atzelsberg belehnt wurden und Ansitze in Spardorf und Uttenreuth hatten.
Die Wunderburg bei Marloffstein war bis 1690 ein streitbergisches, danach ein stauffenbergisches Reichslehen, verliehen an nürnbergische Patrizier.
Die verwaltungstechnische Zugehörigkeit des Ortes ist eng mit Schloss Marloffstein verbunden, das zeitweise der Amtssitz der Verwaltung war.

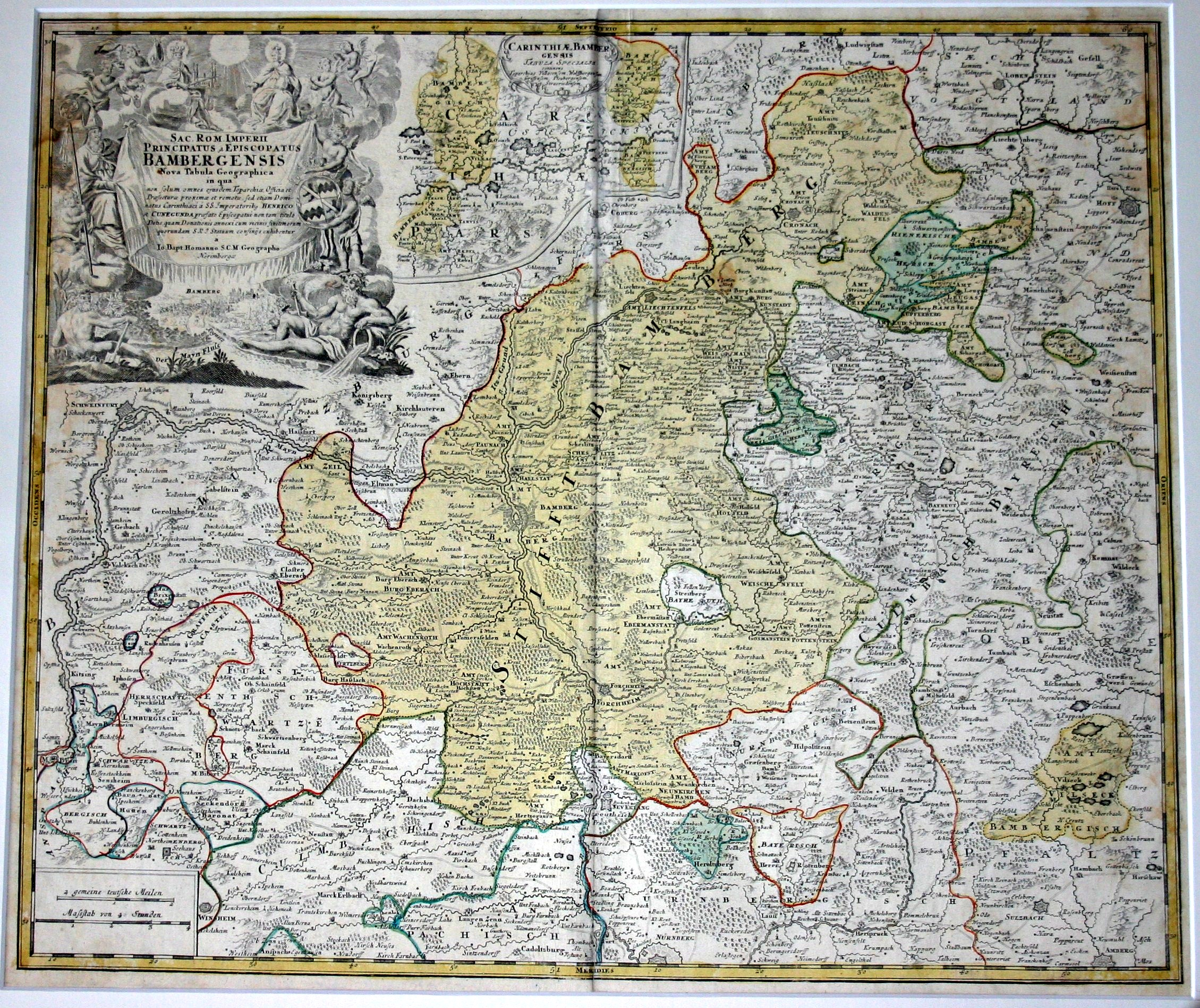
Karte des Hochstifts Bamberg um 1700

Seit 1003 gehörte das Gebiet zum Bistum Bamberg und wurde als Hofmark verwaltet.
Im Jahr 1341 wurde die Hofmark Marloffstein der Hofmark Neunkirchen am Brand einverleibt. Marloffstein verlor sein Hochgericht (inklusive des zugehörigen Galgens), behielt aber die niedere Gerichtsbarkeit.
Im Jahr 1396, nach der Verlegung des Amtssitzes auf Schloss Schellenberg (Kleinsendelbach), wurde aus der Hofmark Neunkirchen die Hofmark Schellenberg.
Nachdem Schloss Schellenberg 1632 im Dreißigjährigen Krieg zerstört und danach nie wieder aufgebaut worden war, wurde das Oberamt Marloffstein und Neunkirchen kurzzeitig von Regensberg aus verwaltet. Ab 1655 saß der Oberamtmann wieder in Marloffstein. Das Landgericht befand sich weiterhin in Neunkirchen.
Gegen Ende des 18. Jahrhunderts gab es in Marloffstein 34 Anwesen. Das Hochgericht übte das bambergische Centamt Neunkirchen aus. Die Dorf- und Gemeindeherrschaft hatte der Marloffsteiner Oberamtmann. Das Kastenamt Neunkirchen war Grundherr über alle Anwesen (1 Schloss, 1 Halbhof, das Burggut, das Klebegut, 5 Güter, 24 Häuser, Gemeindehaus).
Im Jahr 1803 ging das Bistum Bamberg im Kurfürstentum Bayern (ab 1806 Königreich Bayern) auf. Aus dem Oberamt Marloffstein und Neunkirchen wurde das Landgericht Neunkirchen, das 1810 wieder aufgelöst wurde.
Im Rahmen des Gemeindeedikts wurde 1808 Marloffstein dem Steuerdistrikt und der Ruralgemeinde Mittelehrenbach zugeordnet. Mit dem Zweiten Gemeindeedikt (1818) entstand die Ruralgemeinde Marloffstein. Sie war in Verwaltung und Gerichtsbarkeit dem Landgericht Gräfenberg zugeordnet und in der Finanzverwaltung dem Rentamt Neunkirchen. 1839 wurde Marloffstein dem Landgericht und Rentamt Forchheim überwiesen. Wunderburg wurde nach 1840, jedoch vor 1861, nach Marloffstein umgemeindet. Lug ins Land wurde 1854 auf dem Gemeindegebiet gegründet. Am 1. Oktober 1857 wurde Marloffstein dem Landgericht und Rentamt Erlangen (1919 in Finanzamt Erlangen umbenannt) überwiesen. Ab 1862 gehörte Marloffstein zum Bezirksamt Erlangen (1939 in Landkreis Erlangen umbenannt). Die Gerichtsbarkeit blieb beim Landgericht Erlangen (1879 in das Amtsgericht Erlangen umgewandelt). Die Gemeinde hatte ursprünglich eine Gebietsfläche von 2,623 km².

### Eingemeindungen
Im Zuge der Gebietsreform in Bayern wurden am 1. Mai 1978 die Gemeinden Adlitz und Atzelsberg eingegliedert.

### Einwohnerentwicklung
Gemeinde Marloffstein
| Jahr      | 1827   | 1840   | 1852   | 1861   | 1867   | 1871   | 1875   | 1880   | 1885   | 1890   | 1895   | 1900   | 1905   | 1910   | 1919   | 1925   | 1933   | 1939   | 1946   | 1950   | 1961   | 1970   | 1987   | 2008   | 2013   | 2017   |
| Einwohner | 250    | 310    | 314    | 311    | 336    | 358    | 366    | 371    | 358    | 347    | 344    | 353    | 361    | 353    | 366    | 365    | 404    | 400    | 549    | 514    | 492    | 637    | 1499   | 1623   | 1557   | 1556   |
| Häuser    |        |        |        |        |        | 52     |        |        | 52     | 51     |        | 57     |        |        |        | 64     |        |        |        | 80     | 90     |        | 421    |        |        | 563    |
| Quelle    | [ 20 ] | [ 21 ] | [ 21 ] | [ 22 ] | [ 23 ] | [ 24 ] | [ 25 ] | [ 26 ] | [ 27 ] | [ 28 ] | [ 21 ] | [ 29 ] | [ 21 ] | [ 30 ] | [ 21 ] | [ 31 ] | [ 21 ] | [ 21 ] | [ 21 ] | [ 32 ] | [ 17 ] | [ 33 ] | [ 34 ] | [ 35 ] | [ 35 ] | [ 35 ] |

Ort Marloffstein
| Jahr      | 1827   | 1861   | 1871   | 1885   | 1900   | 1925   | 1950   | 1961   | 1970   | 1987   | 2023   |
| Einwohner | 250    | 304    | 349    | 347    | 342    | 357    | 486    | 468    | 629    | 833    | 869    |
| Häuser    |        |        |        | 50     | 55     | 62     | 76     | 88     |        | 237    |        |
| Quelle    | [ 20 ] | [ 22 ] | [ 24 ] | [ 27 ] | [ 29 ] | [ 31 ] | [ 32 ] | [ 17 ] | [ 33 ] | [ 34 ] | [ 36 ] |

## Politik

### Gemeinderat
Der Gemeinderat von Marloffstein hat zwölf Mitglieder zuzüglich des ersten Bürgermeisters.
|      | CSU | SPD | Freie Wähler der Höhenzugsgemeinde Marloffstein e. V. | Wählergruppe Höhenzugsgemeinde Marloffstein | Gesamt   |
| 2008 | 6   | 2   | 4                                                     | n. a.                                       | 12 Sitze |
| 2014 | 5   | 2   | 5                                                     | n. a.                                       | 12 Sitze |
| 2020 | 4   | 1   | 3                                                     | 4                                           | 12 Sitze |

### Bürgermeister
Bürgermeister ist seit dem 1. Mai 2014 Eduard Walz (Freie Wähler der Höhenzugsgemeinde Marloffstein). Bei den Kommunalwahlen 2020 wurde dieser im Amt bestätigt.

### Wappen und Flagge
Wappen
| Wappen von Marloffstein | Blasonierung: „Unter im Zinnenschnitt von Schwarz und Silber geteiltem Schildhaupt gespalten; vorne in Rot ein goldener Löwe, hinten fünfmal schräg geteilt von Schwarz und Gold.“ |
| Wappen von Marloffstein | Wappenbegründung: Marloffstein ist eine Gründung der Reichsministerialen von Gründlach im späten 12. Jahrhundert. Die Schrägteilung in der hinteren Schildhälfte entstammt dem Wappen dieser Adelsfamilie. Im 14. Jahrhundert kam die Burg an die Bischöfe von Bamberg. Bis 1802 war diese Wohnsitz der bambergischen Vögte gewesen. Daran erinnert der Löwe aus dem Hochstiftswappen. Das Schildhaupt mit den Zinnen weist auf die Adelssitze Adlitz, Atzelsberg und Rathsberg im Gemeindegebiet, die entweder unmittelbarer Besitz der Markgrafen von Brandenburg-Bayreuth waren. Die Farben Silber und Schwarz sind die Farben der Zollernvierung und erinnern an die markgräfliche Herrschaft. Die Gemeinde Marloffstein führt seit 1982 das Wappen. |

Flagge
Die Gemeindeflagge ist gelb-rot.

## Baudenkmäler
Sehenswert sind unter anderem Schloss Marloffstein, Schloss Adlitz, Schloss Atzelsberg, Schloss Rathsberg und der alte Ziehbrunnen.

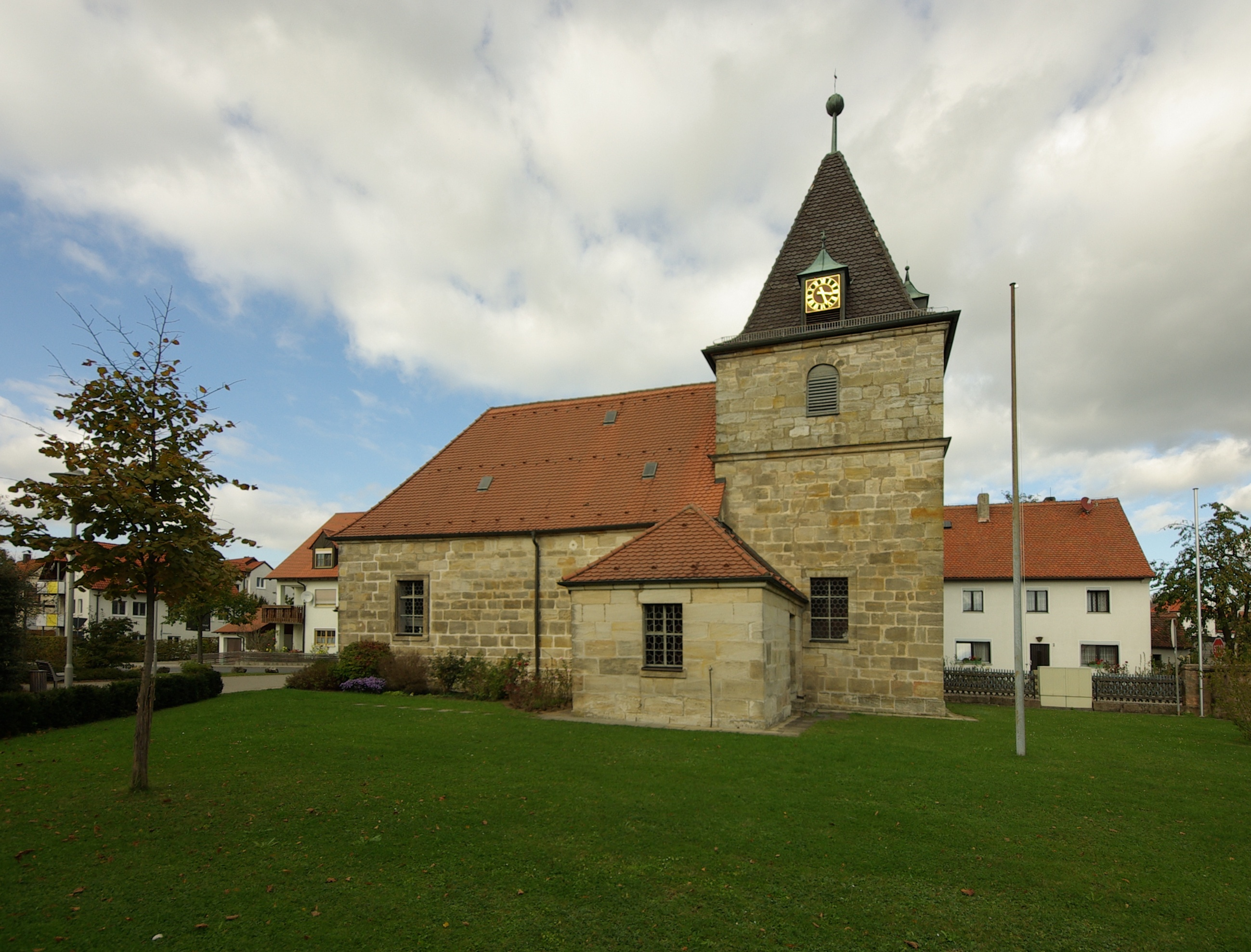
Kirche St. Jakobus
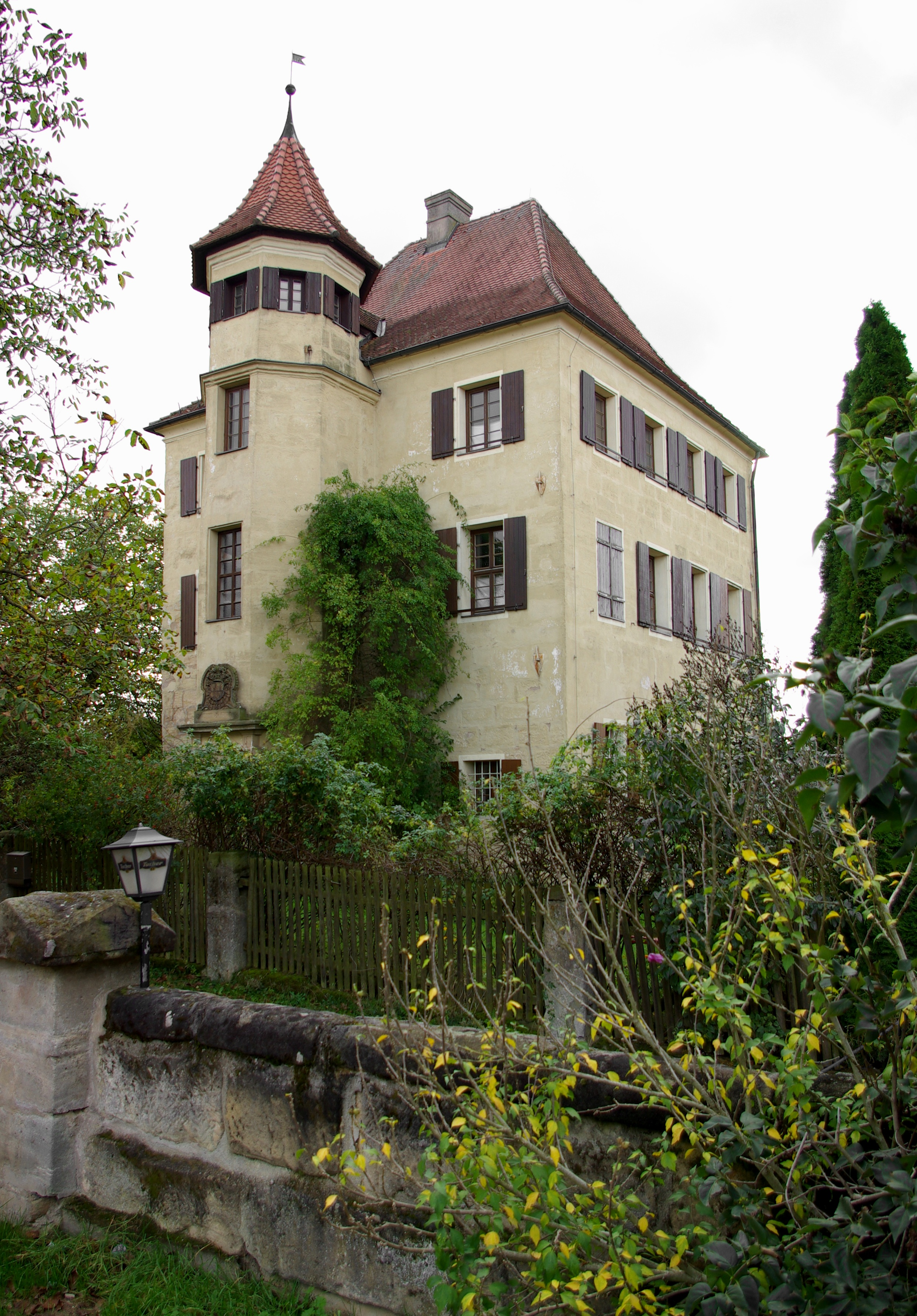
Schloss Adlitz
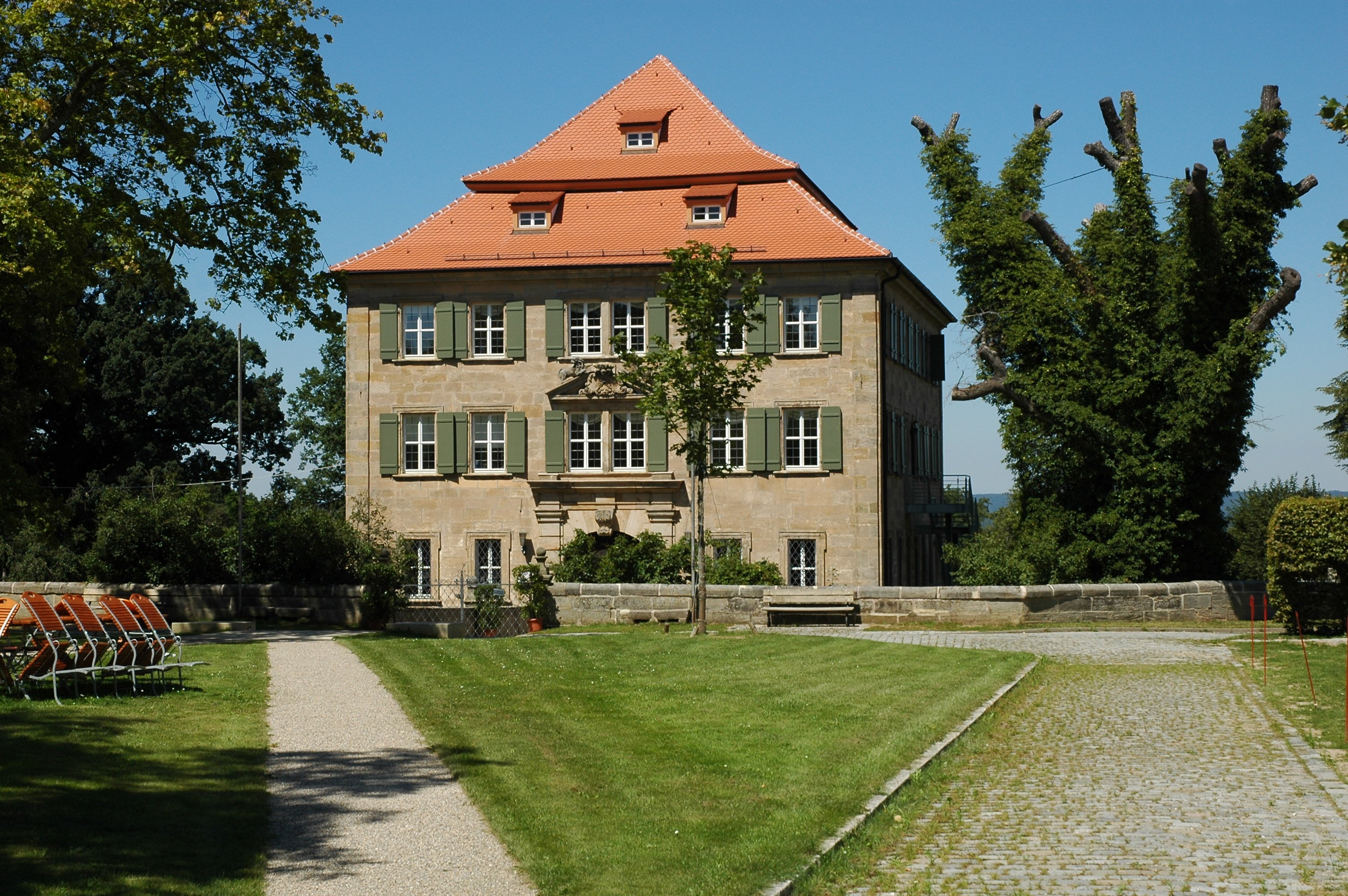
Schloss Atzelsberg
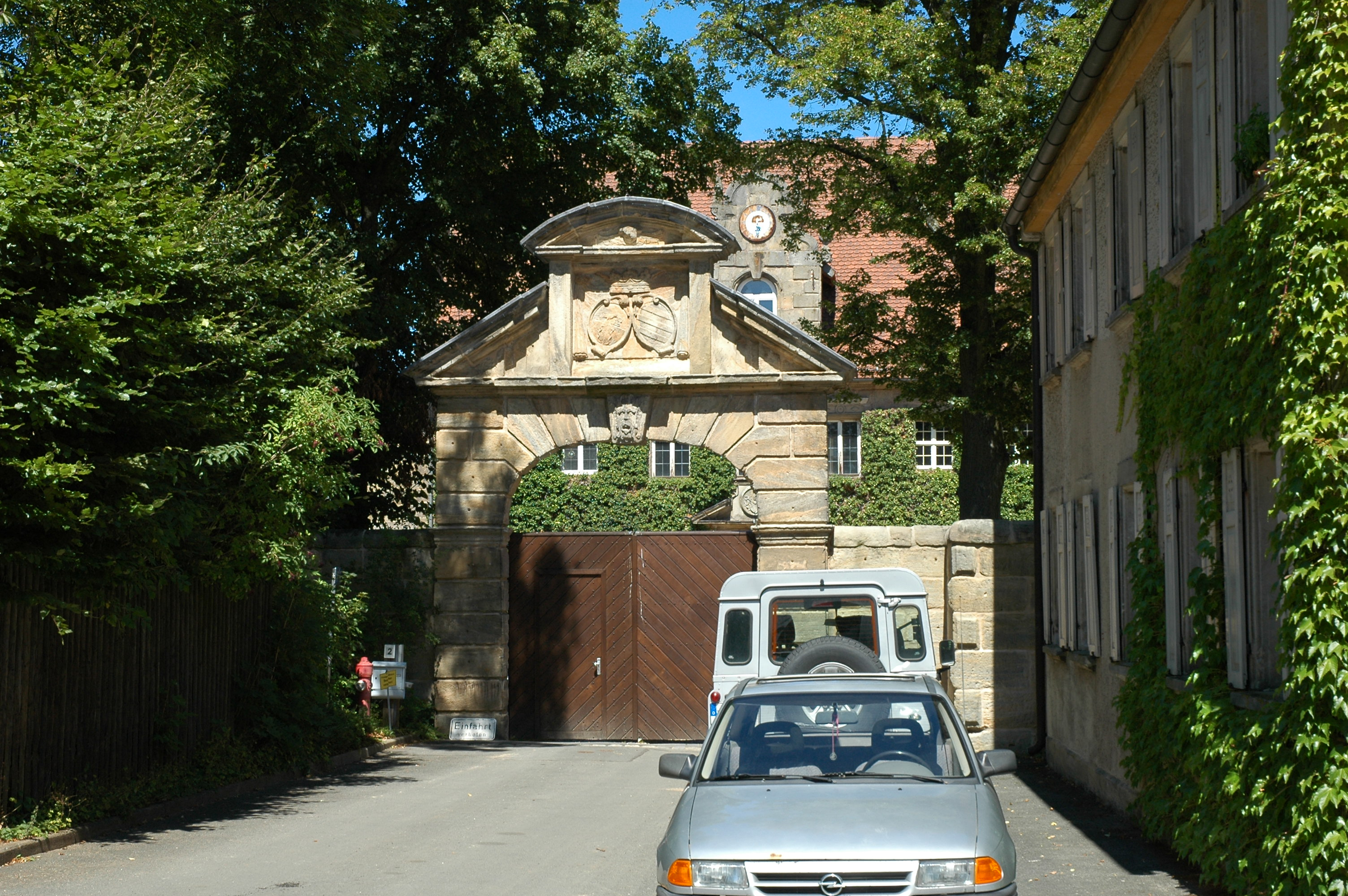
Schloss Rathsberg
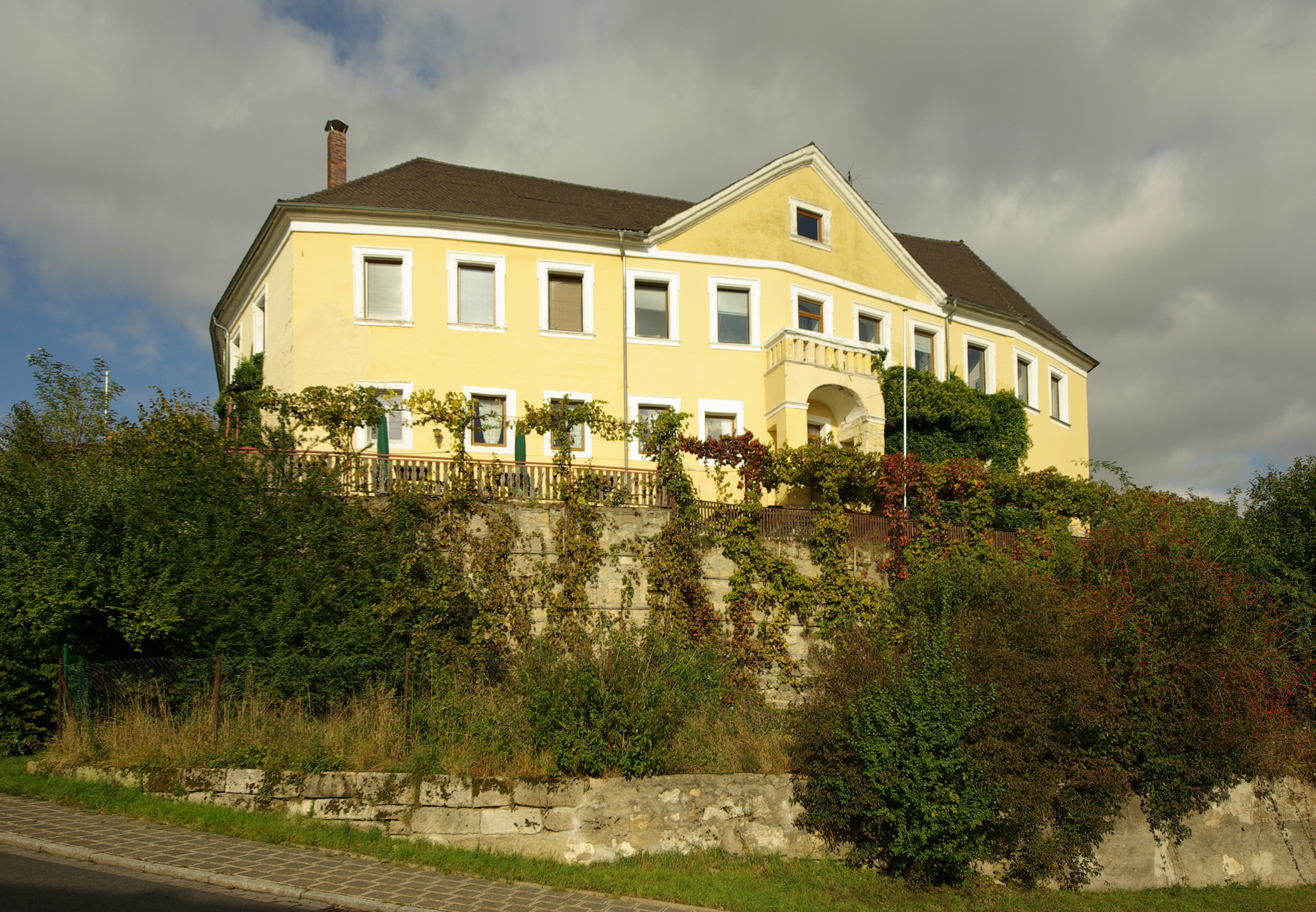
Schloss Marloffstein
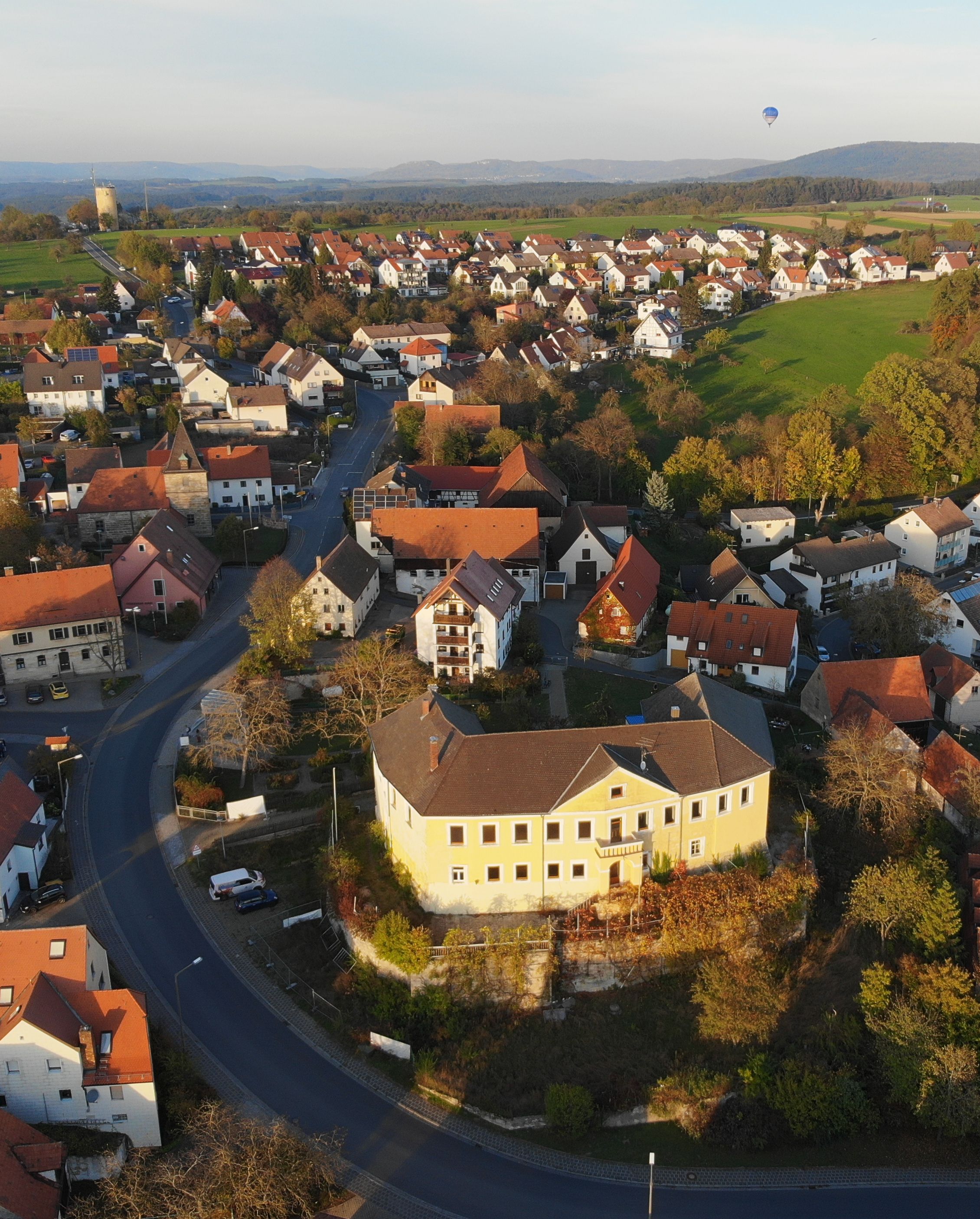
Schloss Marloffstein
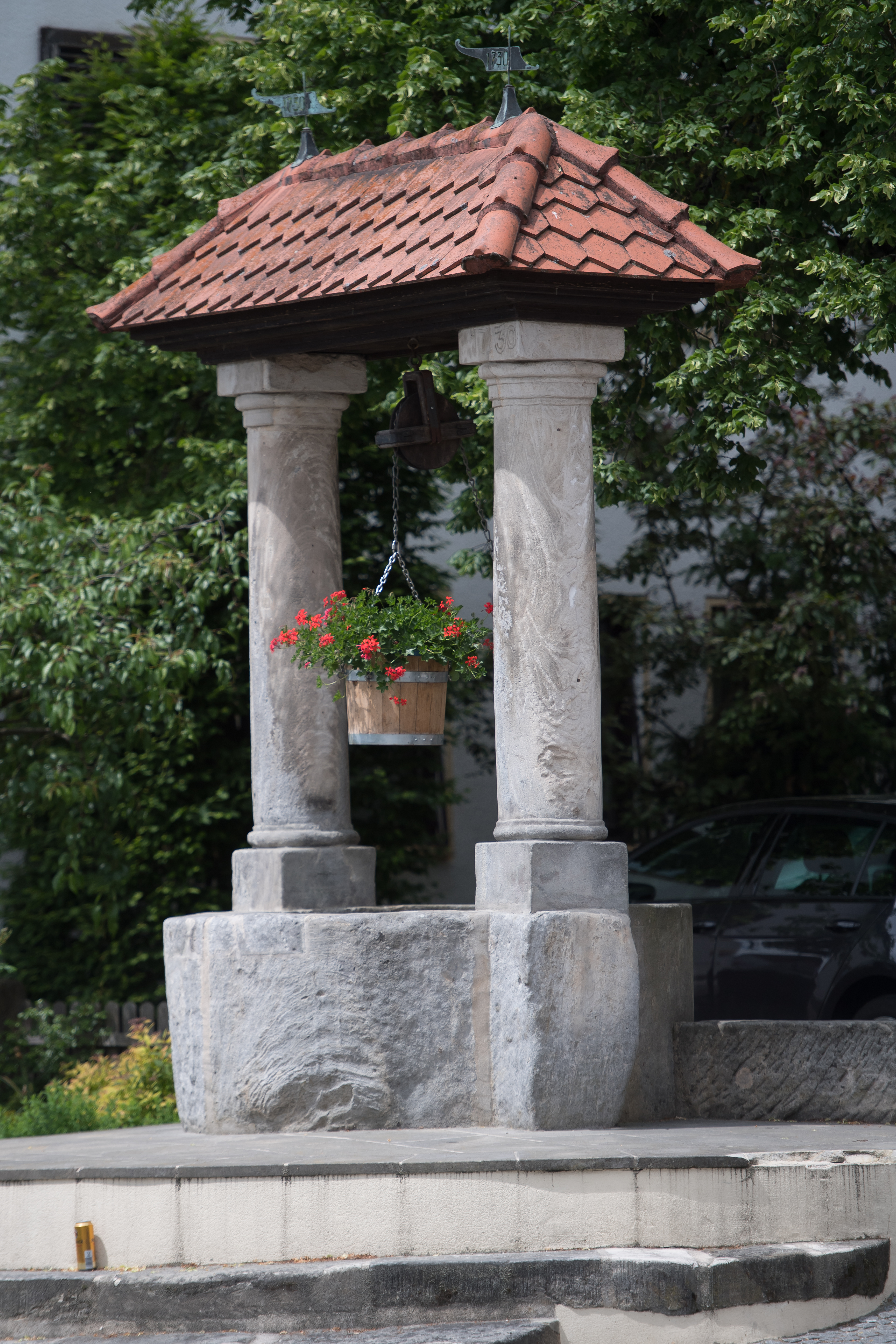
Ziehbrunnen von 1730

## Sport
- TSV Marloffstein

## Verkehr
Die Staatsstraße 2242 verläuft nach Spardorf (1,25 km südwestlich) bzw. über Adlitz nach Langensendelbach (2,5 km nördlich). Die Kreisstraße ERH 7 verläuft an Atzelsberg vorbei nach Rathsberg (2,5 km westlich) bzw. nach Rosenbach (2,5 km südöstlich). Eine Gemeindeverbindungsstraße führt nach Ebersbach.

## Persönlichkeiten
- Johann Gottfried Freiherr von und zu Guttenberg (1645–1698) Fürstbischof des Hochstiftes Würzburg
- Wolfgang Philipp Freiherr von und zu Guttenberg (1647–1733), deutscher Malteserritter, Groß-Bailiff der deutschen Zunge auf Malta
- Michael Alexander Lips (1779–1838), Staatswissenschaftler und Gutsbesitzer am Ort
- Gerhard Kittel (1925–2011), Mediziner, Phoniater und Pädaudiologe
- Günter G. Seip (1935–2017), deutscher Ingenieur, Präsident des ZVEI, Gründungspräsident der EIBA
- Karl-Heinz Hiersemann (1944–1998), deutscher Politiker der SPD, Mitglied und Vizepräsident des Bayerischen Landtags
- Elke Sommer (* 1940), deutsche Schauspielerin[39]